# Stefan Wessels
Pour les articles homonymes, voir Wessels.
Stefan Wessels est un footballeur allemand, né le 28 février 1979 à Rahden en Allemagne. Il évolue comme gardien de but.

## Biographie
Formé dans les clubs amateurs du SV Eintracht Schepsdorf et du TuS Lingen, Wessels intègre la réserve du Bayern de Munich en 1998 à l'âge de 19 ans.
La saison suivante, il intègre le groupe professionnel comme doublure d'Oliver Kahn en concurrence avec Bernd Dreher qui sera vite relégué troisième gardien. Wessels reste quatre ans en Bavière, disputant un à deux matchs de Bundesliga par saison et dix matchs de Ligue des champions, ce qui lui permet d'être sacré champion d'Allemagne à trois reprises en 2000, 2001 et 2003 ainsi que de remporter la Ligue des champions en 2001 bien qu'il soit resté sur le banc en finale.
Si le Bayern remporte la Supercoupe de l'UEFA et la Coupe intercontinentale la même année, Wessels n'y participe pas, le titulaire étant bien entendu Oliver Kahn.
En 2003 Stefan rejoint le 1.FC Cologne, club de Bundesliga, avec le statut de titulaire. Malheureusement il ne peut empêcher son club d'être relégué.
À l'échelon inférieur, la saison suivante démarre très mal pour lui, après sept matchs de 2.Bundesliga il se fait une rupture des ligaments à un genou et assiste à la remontée de son équipe depuis les tribunes. Lors de la saison 2005-2006, il retrouve enfin ses cages et son statut de titulaire après douze matchs de Bundesliga.
En 2007, après avoir joué cinquante-quatre matchs en seize mois à Cologne, il rejoint la Premier League et l'Everton FC comme doublure de Tim Howard pour une durée d'un an.
Son contrat n'étant pas renouvelé, il s'engage en juillet 2008 avec le VfL Osnabrück, club de 2.Bundesliga, où il ne reste là encore qu'une saison.
En 2009, Wessels rejoint la Super League et le FC Bâle comme doublure de l'Argentin Franco Costanzo. Ayant disputé un match de championnat, il est sacré champion.
Ayant une nouvelle fois signé un contrat d'une saison, il se retrouve libre en juin 2010. Il ne retrouve un club qu'en janvier 2011 avec les Danois du OB Odense. Il y signe un an et demi, et pousse le gardien nord-irlandais Roy Carroll sur le banc de touche. Carroll rompt son contrat quelque temps après.

## Sélection nationale
Pour préparer la Coupe du monde 2006, Jürgen Klinsmann le sélectionneur allemand organise des matchs pour des joueurs allemands réservistes. Cette équipe est appelée Team 2006 et Wessels est un des deux gardiens avec Timo Hildebrand.
Wessels dispute deux matchs amicaux, et finalement Klinsmann lui préfère Hildebrand au poste de troisième gardien pour la Coupe du monde.

## Palmarès
Bayern Munich
- Champion d'Allemagne (3) : 2000, 2001, 2003
- Vainqueur de la Ligue des champions (1) : 2001 (2 matchs disputés - remplaçant en finale)
- Vainqueur de la Coupe d'Allemagne (1) : 2003 (1 match disputé - absent de la finale)
- Vainqueur de la Coupe de la Ligue allemande (2) : 1999, 2000

 1.FC Cologne
- Champion de deuxième division allemande (1) : 2005

 FC Bâle
- Champion de Suisse (1) : 2010
- Vainqueur de la Coupe de Suisse (1) : 2010 (1 match disputé - remplaçant en finale)